# Oruro Royal
O Oruro Royal é um clube de futebol boliviano da cidade de Oruro. É um dos mais tradicionais times da Bolívia, tendo sido fundado em 1896. 
Hoje encontra-se disputando a Copa Simón Bolívar.